# Österreichische Fußball-Frauenmeisterschaft 1984/85
Die österreichische Fußball-Frauenmeisterschaft 1984/85 war die 13. Meisterschaft im österreichischen Frauenfußball nach der 35-jährigen Pause zwischen 1938 und 1972. Sie bestand aus der 16. Auflage einer höchsten Spielklasse (Frauen-Bundesliga) und wurde vom Österreichischen Fußball-Bund veranstaltet. Die sechste Auflage einer zweithöchsten Spielklasse (Damenliga Ost) wurde jedoch vom Wiener Fußball-Verband veranstaltet.

## Erste Leistungsstufe – Frauen-Bundesliga

### Modus
Jeder spielte gegen jeden zweimal in insgesamt 14 Runden. Ein Sieg wurde mit zwei Punkten belohnt, ein Unentschieden mit einem Zähler.

### Saisonverlauf
Die Liga setzte sich gegenüber dem Vorjahr, in dem neun Teams teilnahmen, aus acht Vereinen zusammen. Nicht vertreten waren der amtierende Meister SV Aspern Herzer sowie Tyrolia Halbturn. Neu in der Liga war der ESV Stadlau/Kaisermühlen. Meister wurde der DFC Ostbahn XI, der damit seinen ersten Titel gewann.

### Abschlusstabelle
Die Meisterschaft endete mit folgendem Ergebnis:
| Pl.                                                | Verein                      | Sp. | S | U | N  | Tore    | Diff. | Punkte |
| -------------------------------------------------- | --------------------------- | --- | - | - | -- | ------- | ----- | ------ |
| 1.                                                 | DFC Ostbahn XI (C)          | 14  | 9 | 4 | 1  | 027:130 | +14   | 22     |
| 2.                                                 | USC Landhaus                | 14  | 9 | 2 | 3  | 052:170 | +35   | 20     |
| 3.                                                 | Union Kleinmünchen          | 14  | 9 | 2 | 3  | 026:220 | +4    | 20     |
| 4.                                                 | 1. DFC Leoben               | 14  | 8 | 3 | 3  | 034:150 | +19   | 19     |
| 5.                                                 | LUV Graz                    | 14  | 5 | 2 | 7  | 027:270 | ±0    | 12     |
| 6.                                                 | ESV Stadlau/Kaisermühlen B1 | 14  | 3 | 3 | 8  | 020:420 | −22   | 09     |
| 7.                                                 | DFC Alland-Brunn            | 14  | 1 | 4 | 9  | 011:300 | −19   | 06     |
| 8.                                                 | KSV Wiener Berufsschulen    | 14  | 0 | 4 | 10 | 011:420 | −31   | 04     |
| Stand: Endstand. Quelle: RSSSF, Union Kleinmünchen |                             |     |   |   |    |         |       |        |

| (M) | Österreichischer Fußball-Frauenmeister 1983/84 |
| (C) | ÖFB-Ladies-Cup-Sieger 1983/84                  |
| (N) | Neuaufsteiger der Saison 1983/84               |

Aufsteiger
- Damenliga Ost (2. LSt.): keiner

## Zweite Leistungsstufe – Damenliga Ost

### Modus
Jeder spielte gegen jeden zweimal in insgesamt acht Runden. Ein Sieg wurde mit zwei Punkten belohnt, ein Unentschieden mit einem Zähler.

### Saisonverlauf
Die Liga setzte sich gegenüber dem Vorjahr, wo sechs Vereine teilnahmen, aus fünf Klubs zusammen, da die B-Mannschaft vom SV Aspern Herzer nicht vertreten war. Meister wurde in dieser Saison die B-Mannschaft von der USC Landhaus, die jedoch nicht berechtigt ist in die höchste Spielklasse aufzusteigen, da dort bereits die A-Elf vertreten ist.

### Abschlusstabelle
Die Meisterschaft endete mit folgendem Ergebnis:
| Pl.              | Verein                      | Sp. | S | U | N | Tore    | Diff. | Punkte |
| ---------------- | --------------------------- | --- | - | - | - | ------- | ----- | ------ |
| 1.               | USC Landhaus II             | 8   | 6 | 1 | 1 | 029:200 | +27   | 13     |
| 2.               | ASV Vösendorf               | 8   | 6 | 0 | 2 | 036:600 | +30   | 12     |
| 3.               | KSV Wiener Berufsschulen II | 8   | 3 | 1 | 4 | 023:130 | +10   | 07     |
| 4.               | DFC Ostbahn XI II           | 8   | 3 | 0 | 5 | 014:250 | −11   | 06     |
| 5.               | SC Wullersdorf              | 8   | 1 | 0 | 7 | 004:600 | −56   | 02     |
| Stand: Endstand. |                             |     |   |   |   |         |       |        |

| (A) | Absteiger der Saison 1983/84     |
| (N) | Neueinsteiger der Saison 1983/84 |

Aufsteiger
- Burgenland: keiner
- Niederösterreich: keiner
- Wien: FK Leopoldau